# Amt Dormagen
Das Amt Dormagen war bis 1969 ein Amt im Kreis Grevenbroich in Nordrhein-Westfalen. Es ging aus der Bürgermeisterei Dormagen hervor. Sein Gebiet liegt heute im nordrhein-westfälischen Rhein-Kreis Neuss.

## Bürgermeisterei Dormagen
Bis zur Franzosenzeit bildete Dormagen eine Exklave des Herzogtums Jülich, während Hackenbroich zu Kurköln gehörte. Von 1798 bis 1814 standen alle linksrheinischen Gebiete unter französischer Herrschaft. Während dieser Zeit wurde nach französischem Vorbild die Mairie Dormagen eingerichtet, die zum Kanton Dormagen im Arrondissement Köln des Rur-Departements gehörte. Nachdem 1814 der gesamte Niederrhein auf dem Wiener Kongress dem Königreich Preußen zugeschlagen wurde, kam die Gegend 1816 zum neuen Kreis Neuß im Regierungsbezirk Düsseldorf. Aus der Mairie Dormagen der Franzosenzeit wurde die preußische Bürgermeisterei Dormagen.

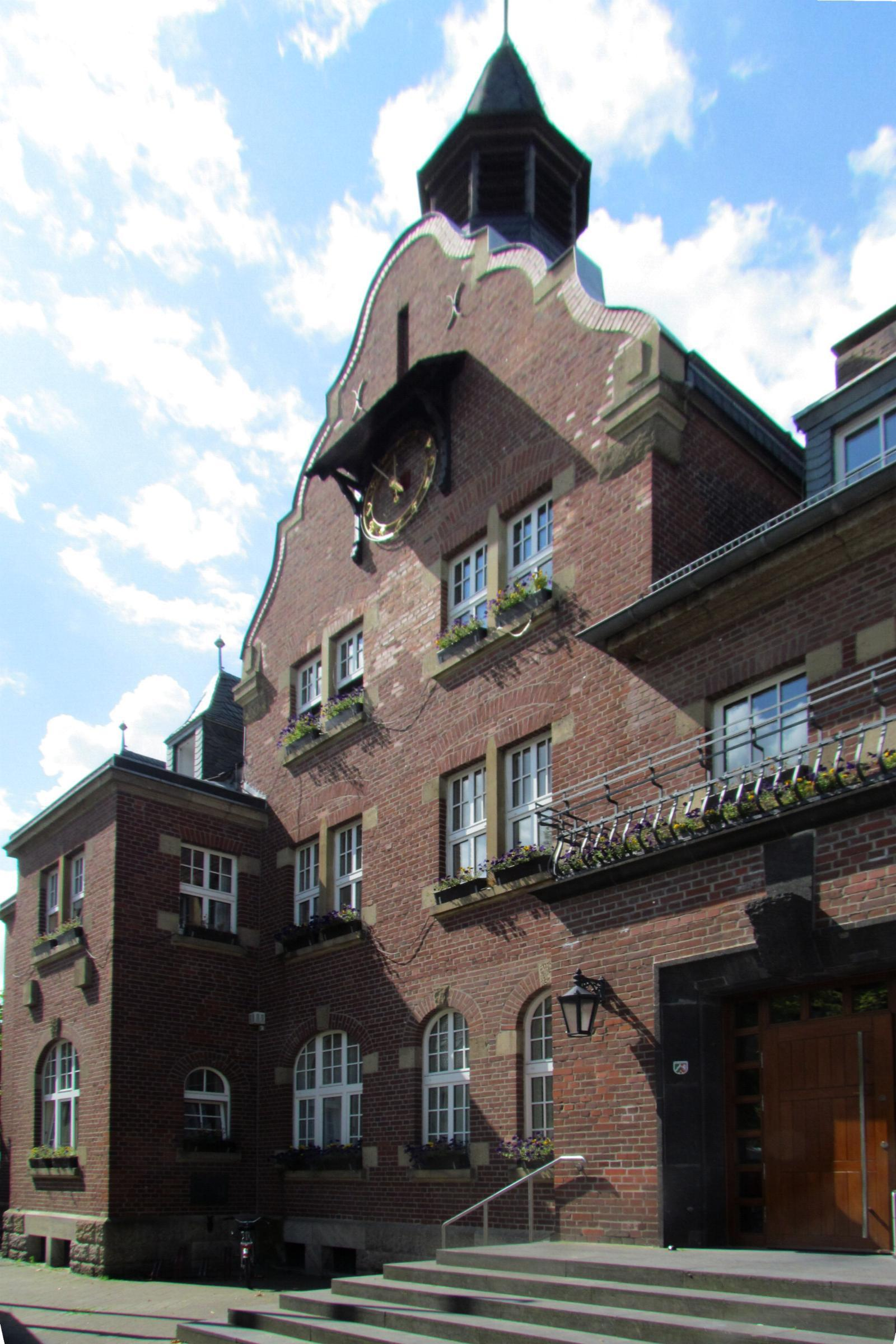
Rathaus Dormagen

Die Bürgermeisterei Dormagen umfasste die beiden Landgemeinden Dormagen und Hackenbroich.
1909 wurde am heutigen Paul-Wierich-Platz das Rathaus der Bürgermeisterei Dormagen errichtet.

## Amt Dormagen
Am Ende des Jahres 1927 wurde die Bezeichnung aller rheinischen Landbürgermeistereien in „Amt“ geändert. Die Bürgermeisterei Dormagen hieß seitdem Amt Dormagen.
Am 1. August 1929 kam das Amt zum neuen Kreis Grevenbroich-Neuß, der 1946 in Kreis Grevenbroich umbenannt wurde.
Am 1. Juli 1969 wurde das Amt Dormagen durch das Gesetz zur Neugliederung von Gemeinden des Landkreises Grevenbroich aufgelöst. Seine Gemeinden Dormagen und Hackenbroich wurden zur neuen Stadt Dormagen zusammengeschlossen, die seit 1975 zum Rhein-Kreis Neuss (bis 2003 Kreis Neuss) gehört.

## Einwohnerentwicklung
| Jahr | Einwohner | Quelle |
| ---- | --------- | ------ |
| 1816 | 02.392    | [ 5 ]  |
| 1828 | 02.693    | [ 6 ]  |
| 1871 | 03.528    | [ 7 ]  |
| 1885 | 03.513    | [ 8 ]  |
| 1895 | 03.601    | [ 9 ]  |
| 1905 | 03.947    | [ 10 ] |
| 1910 | 04.331    | [ 11 ] |
| 1933 | 05.946    | [ 12 ] |
| 1939 | 07.382    | [ 12 ] |
| 1950 | 11.360    | [ 13 ] |
| 1961 | 17.311    | [ 14 ] |
| 1969 | 30.498    |        |

## Amtsbürgermeister
- 1910–192400Peter Krisinger
- 1924–193400Joseph Schönenbrücher
- 1934–193500Joseph Eger
- 1935–194500Wilhelm Möllers
- 1948–195200Walter Meskat
- 1952–196400Franz Gerstner
- 1965–196900Gustav Geldmacher